# Madise
Madise (estlandssvenska: Sankt Matthias) är en by (estniska: küla) i Lääne-Harju kommun i landskapet Harjumaa i Estland. Den ligger vid Finska viken, 39 km sydväst om huvudstaden Tallinn. Byn hade 72 invånare år 2011.
I byn ligger Harju-Madise kyrka, även kallad Sankt Matthiaskyrkan. Madise ligger i en trakt som tidigare beboddes av estlandssvenskar. Nästan alla estlandssvenskar flydde till Sverige i samband med andra världskriget. Madise tillhörde Padis kommun 1992-2017.
Madise ligger 8 km ifrån centralorten Paldiski som ligger längre norrut på halvön Packer. Byn ligger vid Matsvikens innersta del, sydost om Rågöarna. Madise angränsar till byarna Põllküla och Langa i norr, Suurküla i öster och Karilepa och Laane i söder.